# Университет Ка-Фоскари
Университет Ка' Фоскари (итал. Università Ca' Foscari Venezia, вен. Università Ca' Foscari de Venèsia (UNIVE)) — государственный университет в городе Венеция, Италия. С момента своего основания в 1868 году располагается во дворце Ка' Фоскари, возведённом в стиле венецианской готики, от которого университет и берёт своё название. Дворец Ка' Фоскари стоит у Гранд-канала между кварталом Риальто и собором Святого Марка в районе Дорсодуро.
Институт получил статус университета в 1968 году. В настоящее время в его состав входят 8 факультетов. В университете обучается около 24000 студентов.

## История
Учреждение было основано под названием «Королевская высшая школа коммерции» (итал. Regia Scuola Superiore di Commercio) согласно королевскому декрету от 6 августа 1868 года, занятия начались в декабре того же года. Идея создания подобной школы появилась после включения Венеции в состав новообразованного королевства Италии в 1866 году благодаря усилиям трёх человек: политического экономиста еврейского происхождения Луиджи Луццатти, позднее ставшего премьер-министром Италии; Эдоардо Деодати, сенатора королевства Италии и вице-президента провинции Венеция; и сицилийского политического экономиста Франческо Феррары, директора школы в её первые 30 лет существования.
С 2011 года при Университете Ка' Фоскари находится Центр изучения культуры России (итал. Centro Studi sulle Arti della Russia; CSAR)

## Организация
Университет делится на 8 факультетов:
- экономики
- философии и культурного наследия
- менеджмента
- экологии, информатики и статистики
- молекулярной науки и наносистем
- лингвистики и сравнительной культурологии
- гуманитарных наук
- изучения стран Азии и Африканского Средиземноморья